# Liste der Pfarren im Dekanat Hermagor/Šmohor
Das Dekanat Hermagor/Šmohor ist ein Dekanat der römisch-katholischen Diözese Gurk.
Es umfasst 16 Pfarren.

## Pfarren mit Kirchengebäuden
| Ort                                    | Pfarrverband | Patrozinium                    | Kirchengebäude | Bild |
| Egg/Brdo                               |              | Hl. Michael                    | Pfarrkirche Egg (Kärnten) Filialkirche Almkapelle, Filialkirche Fritzendorf/Limerče, Filialkirche Götzing/Gocina, Filialkirche Micheldorf/Velika vas, Filialkirche Potschach/Potoče, Filialkirche Kapelle Mellach                     |      |
| Feistritz an der Gail/Ziljska Bistrica |              | Hl. Martin                     | Pfarrkirche Feistritz an der Gail Filialkirche hl. Magdalena/Sv. Magdalena pri Kapeli |      |
| Förolach                               |              | Hl. Jakobus der Ältere         | Pfarrkirche Förolach Filialkirche Görtschach, Filialkirche Presseggen |      |
| Göriach/Gorje                          |              | Mariä Namen                    | Pfarrkirche Göriach Filialkirche Hohenthurn/Straja vas |      |
| Hermagor                               |              | Hll. Hermagoras und Fortunatus | Pfarrkirche Hermagor Filialkirche Maria Thurn, Filialkirche Guggenberg, St. Martin (Möderndorf), Filialkirche Neudorf, Filialkirche Obervellach, Filialkirche Radnig, Filialkirche St. Urban ob Möderndorf, Filialkirche Untervellach |      |
| Mellweg/Melviče                        |              | Hl. Gertraud                   | Pfarrkirche Mellweg Filialkirche Dellach/Dule, Filialkirche Latschach/Loče, Filialkirche Nampolach/Napole, Filialkirche Passriach/Pazrije                                                                                             |      |
| Mitschig                               |              | Hl. Magdalena                  | Pfarrkirche Mitschig Filialkirche Kraschach, Filialkirche Kühweg, Filialkirche Watschig |      |
| Rattendorf                             |              | Hll. Andreas und Markus        | Pfarrkirche Rattendorf |      |
| Saak in Nötsch im Gailtal              |              | Hl. Kanzianus                  | Pfarrkirche Saak Filialkirche Dobratsch ” Windische Kapelle” |      |
| St. Georgen im Gailtal                 |              | Hl. Georg                      | Pfarrkirche St. Georgen im Gailtal Filialkirche Emmersdorf, Filialkirche Kerschdorf, Filialkirche Tratten |      |
| Sankt Lorenzen im Gitschtal            |              | Hl. Laurentius                 | Pfarrkirche St. Lorenzen im Gitschtal Filialkirche Lassendorf |      |
| St. Paul an der Gail                   |              | Hl. Paulus                     | Pfarrkirche St. Paul an der Gail |      |
| St. Stefan an der Gail                 |              | Hl. Stephanus                  | Pfarrkirche St. Stefan an der Gail Filialkirche Kalvarienbergkirche, Filialkirche Steben, Filialkirche St. Anton auf der Windischen Höhe                                                                                              |      |
| Tröpolach                              |              | Hl. Georg                      | Pfarrkirche Tröpolach Filialkirche Schlanitzen |      |
| Vorderberg                             |              | Hll. Peter und Paul            | Pfarrkirche hll. Petrus und Paulus Filialkirche Maria im Graben |      |
| Weißbriach                             |              | Hl. Johannes der Täufer        | Pfarrkirche Weißbriach |      |

Siehe auch → Liste der Dekanate der Diözese Gurk